# 3000-talet f.Kr. (millennium)
3000-talet f.Kr. (tretusentalet före Kristus) är det 4:e millenniet f.Kr. 

## Händelser
- Saharas landsänkning påbörjas.
- Naqadakulturen blomstrar vid Nilen.
- Världens äldsta kända skrifter nedtecknas i städerna Uruk och Susa.
- Hieroglyferna introduceras i Egypten.
- Drejskivan uppfinns i Mellanöstern.
- Segel används på fartyg på Nilen.
- De indoeuropeiska språken börjar utvecklas i Centralasien.

### 3900-talet f.Kr.
- Jorden antas vid denna tid ha utsatts för stora meteorkrascher, som resulterar i dimma i atmosfären samt klimatförändringar åt det kallare hållet. Påverkan på människan är okänd, men troligtvis mycket stor.[1]
- Staden Ur grundas i Mesopotamien.

### 3950-3300 f.Kr.
- Tidigneolitikum (bondestenåldern) inträffar.

### 3700-talet f.Kr.
- Den kretensiska civilisationen blomstrar.

### 3761 f.Kr.
- 7 oktober - Enligt judisk tradition skapas Adam av Gud denna dag. Den hebreiska kalendern har således denna dag som sin utgångspunkt.

### 3600 f.Kr.
- Den grekiska bronsåldern inleds.

### 3500-talet f.Kr.
- Sumeriska stadsstater växer fram i Mesopotamien.

### 3400-talet f.Kr.
- De första städerna i Egypten grundas.

### 3120 f.Kr.
- Mahabharatakriget ska ha ägt rum, enligt indisk mytologi.

### 3114 f.Kr.
- 13 augusti - Den stora årscykel inleds i Mayakalendern, som slutar 21 december 2012 och som har gett upphov till 2012-fenomenet.[1]

### 3100 f.Kr.
- Narmer blir Egyptens förste farao när han enar landet (omkring detta år).
- Stenformationen Stonehenge i södra England börjar byggas (omkring detta år).

### 3000 f.Kr.
- En meteorit kraschar över norra Australien, och observeras troligtvis av aboriginerna.[1]
- Vid Cheopspyramiden nedtecknas en förklaring till utökningen av en egyptiska kalendern med fem extra dagar, till 360.[1]

## Personer
- Narmer, Egyptens första farao.
- Ötzi, förhistorisk man som levde cirka 3300 f.Kr., hittad 1991.
- Ur-nina, första kungen av Lagash i Mesopotamien på seklet 3000-talet f.Kr.

### Fotnoter
1. 1 2 3 4  ”Chronology of World History”. Arkiverad från originalet den 18 oktober 2011. https://web.archive.org/web/20111018123038/http://www.islandnet.com/~KPOLSSON/worldhis/index.htm. Läst 18 juli 2011.